# Translatewiki.net
translatewiki.net（旧称: BetaWiki）とはウェブ型翻訳プラットフォームで、MediaWikiを全種類のテキストに対応する強力な翻訳ツールにするよう目指す。MediaWiki向けの翻訳拡張機能として動作している。
1万2,000人以上の翻訳者がおり、MediaWiki、オープンストリートマップ、Mifos、Encyclopedia of Life、MantisBTを含む60以上の翻訳プロジェクトと580万超のページ数を誇る。

## 機能
主な機能とエンジン、翻訳拡張機能はウィキの形式になっているため、投稿が簡単であり参入障壁を出来る限り取り払っている。翻訳者から他の重荷を全て取り払い、翻訳に集中させることで品質を向上させている。
翻訳は翻訳者がすぐ利用できて、自動でリビジョンコントロールシステムと翻訳対象のウィキページを同期することができる。最も成功した例には、ウィキメディア・プロジェクトのMediaWikiで新しいローカライズがその日のうちに有効にすることが出来ることである（「連続的な翻訳」、「連続的なローカライズ」と呼ばれることがある）。
翻訳エディタは次のような翻訳支援ツール機能を複数提供している。
- 「コンテキスト」（文脈）として知られるメッセージドキュメント
- コーパスや機械翻訳による提案
- 良くある構文誤りの検査
- メッセージの翻訳状態[7]

translatewiki.netはセマンティック・ウェブの一部であるSemantic MediaWikiでもある。

## 歴史
2006年6月にニクラス・ラクストロームがBetawikiという名前でMediaWikiの全言語対応ローカライゼーションプラットフォームを発表した。
翻訳の他に、MediaWiki（2005年の時点での名前はNukawiki）を国際化と地域化の改善に主眼を置いた統合開発環境の特徴を持った開発も行われた。
2007年末、シエブランド・メイズランドがウェブサイトの管理に参加し、ドメイン名も現在のtranslatewiki.netに変更した。
2008年4月時点でMediaWikiの100もの言語版と拡張機能の200もの言語版やFreeColに対応し、これまでで最も翻訳されたソフトウェアプロジェクトの1つとなっていった。以後、独立系ボランティア方式プロジェクトでありながらMediaWikiや、MediaWikiで動いている280以上の言語版があるウィキペディアを含むウィキメディアの世界的成功の立役者となった。
2009年、ニクラスはGoogle Summer of Codeにてtranslatewiki.netの改善を行った。
2011年に校正機能が導入された。
2012年、翻訳メモリエンジンが拡張され、全ウィキメディアプロジェクトで翻訳に活用できるようになった。
2013年、翻訳プラットフォームが「Translate User eXperience」（別名TUX）によってナビゲーション、エディタの外観と使い勝手、翻訳エリア、フィルター、検索、色とスタイルにわたって大規模な改造を受けた。

## 対応形式
以下、ネイティブ対応している形式の一部である。カスタマイズで追加が可能である。
- MediaWikiインターフェイスとページ
- GNU Gettext
- Java properties
- Android string resources
- INI
- Dtd
- PHPファイル
- JavaScript
- Json
- PythonSingle
- RubyYaml
- YAML
- XLIFF (部分的もしくはベータ版)
- AMD i18nバンドル

## 主な利用例
- MediaWikiとMediaWiki拡張機能
- Wikia
- FreeCol
- オープンストリートマップ
- Encyclopedia of Life
- MantisBT
- FUDforum
- Wikimediaモバイルアプリケーション
- pywikibot
- Etherpad
- Kiwix
- Gentoo Linux文書[20][21]
- KDE文書[22][23]
- Kiwixウェブサイト
- Joomla文書[24]
- Pandora文書
- Simple Machines Forum文書[25]